# Coillabus
Coillabus ist eine kleine Streusiedlung auf der schottischen Hebrideninsel Islay. Sie befindet sich etwa 4,5 Kilometer westlich des Fährhafens Port Ellen und 16 km südlich der Inselhauptstadt Bowmore im Osten der Halbinsel Oa. Die nächstgelegenen Siedlungen sind das etwa einen Kilometer nordöstlich gelegene Cragabus sowie das 2,5 km südwestlich befindliche Kinnabus. Die Ortschaft teilte sich historisch in Coillabus sowie Upper und Lower Coillabus.
Coillabus besteht heute nur noch aus wenigen bewohnten Häusern. Im Jahre 1861 wurden in Coillabus noch 41 Personen gezählt, die sich auf sieben Familien aufteilten. Es gibt historische Hinweise darauf, dass Coillabus einst Schauplatz einer größeren Schlacht war. So wurden neben einem Bronzeschwert dort auch weitere Funde beschrieben, die darauf hindeuten.